# 76-мм горная пушка образца 1969 года (М-1969)
76-мм горная пушка образца 1969 года (М-1969) — советская горная пушка.

## Предназначение
Пушка разрабатывалась для горнострелковых подразделений и частей (батальонов и полков) мотострелковых дивизий сухопутных войск с целью обеспечения артиллерийской поддержки военных действий в горной местности На момент разработки орудия, потенциальный театр военных действий для применения такого рода артиллерии был только один — Центральноазиатский (Иран).

## Подвижность
Для удобства действий в горах и на сложнопересечённой местности пушка имела разборной и транспортируемый по частям колёсный лафет с коробчатыми станинами, аналогичный лафету советской серийной 76-мм горной пушки образца 1958 года (М-99) и итальянской серийной 105-мм горной гаубицы L14. Колёсная часть лафета позаимствована у более ранней советской 57-мм пушки образца 1957 года.

## Расчёт
Расчёт одного орудия включал в себя шестерых артиллеристов (командир, наводчик, заряжающий, подносчики).

## Тактико-технические характеристики
Дальность стрельбы не разглашалась, но по оценкам американских и западногерманских военных обозревателей составляла около 11 км. Справочник Jane’s даёт следующие данные относительно данного образца вооружения:
Общие сведения
- Калибр ствола — 76,2 мм
- Длина ствола — 14 калибров
- Расчёт — 6 чел.
- Средства обеспечения подвижности — лёгкие автотранспортные средства, вьючный и конно-гужевой транспорт, вертолётная авиация

Массо-габаритные характеристики
- Масса орудия — 780 кг

Размеры (в походной конфигурации)
- Длина — 4,8 м
- Высота — 1,4 м
- Ширина — 1,5 м

Огневые характеристики
- Угол возвышения — −50…+65°
- Угол поворота — 50°
- Максимальная дальность стрельбы — 11 км
- Максимальная скорострельность — 15 выстр./мин
- Практическая скорострельность — 5…6 выстр./мин

Боеприпасы
- Тип боеприпасов — осколочно-фугасные, кумулятивные противотанковые, бронебойные и др.
- Масса снаряда — 6,2 кг (ОФ)
- Начальная скорость снаряда — 600 м/сек (ОФ)